# Sommer-Universiade 2019/Volleyball
Bei der Sommer-Universiade 2019 wurden vom 5. bis 13. Juli 2019 insgesamt zwei Wettbewerbe im Volleyball durchgeführt.

## Austragungsorte
| Spielort           | Ariano Irpino         | Benevento    | Eboli    | Nocera Inferiore |
| Spielstätte        | Palazetto dello Sport | PalaTedeschi | PalaSele | PalaCoscioni     |
| Zuschauerkapazität | 2.000                 | 4.000        | 8.500    | 1.500            |
| Fotos              |                       |              |          |                  |

## Teilnehmende Nationen
| Männer | Frauen |
| --- | --- |
| - Argentinien - Brasilien - Chile - China - Chinesisch Taipeh - Frankreich - Hongkong - Iran - Italien - Japan - Kanada - Mexiko - Polen - Portugal - Russland - Schweiz - Südkorea - Tschechien - Ukraine - Vereinigte Staaten | - Argentinien - Brasilien - China - Chinesisch Taipeh - Deutschland - Italien - Japan - Kanada - Mexiko - Russland - Schweiz - Thailand - Tschechien - Ukraine - Ungarn - Vereinigte Staaten |

## Männerturnier

### Vorrunde
Gespielt wurde in vier Gruppen mit jeweils fünf Mannschaften über eine maximale Spielzeit von 5 Sätzen. Für einen Sieg mit 3:0 oder 3:1 gewonnenen Sätzen bekam die siegreiche Mannschaft 3 Punkte und die verlierende 0 Punkte. Bei einem Endergebnis von 3:2 Sätzen wurden der siegreichen Mannschaft 2 Punkte und der verlierenden Mannschaft 1 Punkt angerechnet.
Anders als in vielen anderen Mannschaftswettbewerben schied das schlechteste Team der Vorrunde nicht automatisch aus dem Wettbewerb aus, sondern alle Mannschaften spielten ihre spätere Platzierung aus. Die beiden Besten jeder Gruppe spielten um die Plätze 1–8, die dritt- und viertplatzierten um die Plätze 9–16 und die schlechtesten Teams um die Plätze 16–20.
Ein Spiel wird in Sätzen entschieden: Eine Mannschaft gewinnt, wenn sie drei Sätze für sich entscheiden kann. Jeder Satz wird bis 25 Punkte gespielt, wobei ein Vorsprung von zwei Punkten notwendig ist. Steht es nach vier Sätzen unentschieden, entscheidet ein fünfter Satz, der bis 15 Punkte gespielt wird.

#### Gruppe A
| Platz | Team              | Siege | Ndlg. | Punkte | 3:0 | 3:1 | 3:2 | 2:3 | 1:3 | 0:3 |
| ----- | ----------------- | ----- | ----- | ------ | --- | --- | --- | --- | --- | --- |
| 1.    | Tschechien        | 4     | 0     | 12     | 1   | 3   |     |     |     |     |
| 2.    | Chinesisch Taipeh | 3     | 1     | 8      | 1   | 1   | 1   |     | 1   |     |
| 3.    | Ukraine           | 2     | 2     | 6      | 1   |     | 1   | 1   | 1   |     |
| 4.    | Chile             | 1     | 3     | 4      | 1   |     |     | 1   | 1   | 1   |
| 5.    | Hongkong          | 0     | 4     | 0      |     |     |     |     | 1   | 3   |

| Tag     | Zeit  | Begegnung                      | Sets | Ergebnis                                    |
| ------- | ----- | ------------------------------ | ---- | ------------------------------------------- |
| 5. Juli | 12:00 | Chile – Tschechien             | 0:3  | 56:80 (13:25, 15:25, 28:30)                 |
| 5. Juli | 14:30 | Chinesisch Taipeh – Ukraine    | 3:2  | 102:102 (25:22, 15:25, 22:25, 25:17, 15:13) |
| 6. Juli | 12:00 | Tschechien – Chinesisch Taipeh | 3:1  | 99:88 (25:23, 25:18, 24:26, 25:21)          |
| 6. Juli | 14:30 | Hongkong – Chile               | 0:3  | 72:84 (22:25, 32:34, 18:25)                 |
| 7. Juli | 12:00 | Chinesisch Taipeh – Hongkong   | 3:0  | 75:48 (25:13, 25:18, 25:17)                 |
| 7. Juli | 17:30 | Ukraine – Tschechien           | 1:3  | 84:101 (28:26, 13:25, 21:25, 22:25)         |
| 8. Juli | 12:00 | Chile – Chinesisch Taipeh      | 1:3  | 66:97 (25:22, 18:25, 14:25, 9:25)           |
| 8. Juli | 14:30 | Hongkong – Ukraine             | 0:3  | 58:75 (21:25, 16:25, 21:25)                 |
| 9. Juli | 12:00 | Ukraine – Chile                | 3:2  | 106:106 (21:25, 25:22, 25:23, 20:25, 15:11) |
| 9. Juli | 14:30 | Tschechien – Hongkong          | 3:1  | 97:72 (22:25, 25:19, 25:18, 25:10)          |

#### Gruppe B
| Platz | Team                | Siege | Ndlg. | Punkte | 3:0 | 3:1 | 3:2 | 2:3 | 1:3 | 0:3 |
| ----- | ------------------- | ----- | ----- | ------ | --- | --- | --- | --- | --- | --- |
| 1.    | Russland            | 4     | 0     | 12     | 3   | 1   |     |     |     |     |
| 2.    | Portugal            | 3     | 1     | 9      | 2   | 1   |     |     | 1   |     |
| 3.    | Vereinigte Staaten  | 2     | 2     | 4      |     |     | 2   |     |     | 2   |
| 4.    | Südkorea            | 1     | 3     | 4      | 1   |     |     | 1   | 1   | 1   |
| 5.    | Volksrepublik China | 0     | 4     | 1      |     |     |     | 1   |     | 3   |

| Tag     | Zeit  | Begegnung           | Sets | Ergebnis                                    |
| ------- | ----- | ------------------- | ---- | ------------------------------------------- |
| 5. Juli | 17:30 | USA – Südkorea      | 3:2  | 104:104 (25:21, 25:20, 18:25, 21:25, 15:13) |
| 5. Juli | 20:00 | Russland – Portugal | 3:1  | 99:78 (24:62, 25:15, 25:20, 25:17)          |
| 6. Juli | 17:30 | Südkorea – Russland | 0:3  | 57:75 (17:25, 22:25, 18:25)                 |
| 6. Juli | 20:00 | China – USA         | 2:3  | 107:107 (25:19, 22:25, 22:25, 25:23, 13:15) |
| 7. Juli | 17:30 | Portugal – Südkorea | 3:1  | 102:78 (25:21, 25:20, 27:29, 25:8)          |
| 7. Juli | 20:00 | Russland – China    | 3:0  | 75:50 (25:20, 25:15, 25:15)                 |
| 8. Juli | 17:30 | USA – Russland      | 0:3  | 47:75 (13:25, 15:25, 19:25)                 |
| 8. Juli | 17:30 | China – Portugal    | 0:3  | 58:75 (22:25, 18:25, 18:25)                 |
| 9. Juli | 12:00 | Südkorea – China    | 3:0  | 81:71 (25:23, 25:19, 31:29)                 |
| 9. Juli | 14:30 | Portugal – USA      | 3:0  | 83:71 (25:19, 33:31, 25:21)                 |

#### Gruppe C
| Platz | Team       | Siege | Ndlg. | Punkte | 3:0 | 3:1 | 3:2 | 2:3 | 1:3 | 0:3 |
| ----- | ---------- | ----- | ----- | ------ | --- | --- | --- | --- | --- | --- |
| 1.    | Polen      | 4     | 0     | 12     | 4   |     |     |     |     |     |
| 2.    | Frankreich | 3     | 1     | 8      |     | 2   | 1   |     |     | 1   |
| 3.    | Brasilien  | 2     | 2     | 6      | 1   | 1   |     |     | 1   | 1   |
| 4.    | Kanada     | 1     | 3     | 2      |     |     | 1   |     | 2   | 1   |
| 5.    | Iran       | 0     | 4     | 2      |     |     |     | 2   |     | 2   |

| Tag     | Zeit  | Begegnung              | Sets | Ergebnis                                   |
| ------- | ----- | ---------------------- | ---- | ------------------------------------------ |
| 5. Juli | 17:30 | Brasilien – Polen      | 0:3  | 56:75 (22:25, 11:25, 23:25)                |
| 5. Juli | 20:00 | Frankreich – Iran      | 3:2  | 109:91 (25:12, 25:19, 19:25, 25:27, 15:8)  |
| 6. Juli | 17:30 | Polen – Frankreich     | 3:0  | 75:55 (25:14, 25:22, 25:19)                |
| 6. Juli | 17:30 | Kanada – Brasilien     | 1:3  | 77:93 (13:25, 25:18, 21:25, 18:25)         |
| 7. Juli | 12:00 | Iran – Polen           | 0:3  | 61:75 (19:25, 21:25, 21:25)                |
| 7. Juli | 14:30 | Frankreich – Kanada    | 3:1  | 100:82 (25:18, 25:27, 25:17, 25:20)        |
| 8. Juli | 12:00 | Brasilien – Frankreich | 1:3  | 86:96 (21:25, 18:25, 25:21, 22:25)         |
| 8. Juli | 14:30 | Kanada – Iran          | 3:2  | 108:95 (20:25, 25:18, 23:25, 25:17, 15:10) |
| 9. Juli | 17:30 | Polen – Kanada         | 3:0  | 75:54 (25:20, 25:16, 25:18)                |
| 9. Juli | 20:00 | Iran – Brasilien       | 0:3  | 57:75 (18:25, 21:25, 18:25)                |

#### Gruppe D
| Platz | Team        | Siege | Ndlg. | Punkte | 3:0 | 3:1 | 3:2 | 2:3 | 1:3 | 0:3 |
| ----- | ----------- | ----- | ----- | ------ | --- | --- | --- | --- | --- | --- |
| 1.    | Italien     | 4     | 0     | 11     | 3   |     | 1   |     |     |     |
| 2.    | Japan       | 3     | 1     | 9      | 2   | 1   |     |     |     | 1   |
| 3.    | Argentinien | 2     | 2     | 7      | 1   | 1   |     | 1   |     | 1   |
| 4.    | Schweiz     | 1     | 3     | 3      |     | 1   |     |     | 2   | 1   |
| 5.    | Mexiko      | 0     | 4     | 0      |     |     |     |     | 1   | 3   |

| Tag     | Zeit  | Begegnung             | Sets | Ergebnis                                    |
| ------- | ----- | --------------------- | ---- | ------------------------------------------- |
| 5. Juli | 12:00 | Mexiko – Argentinien  | 0:3  | 55:75 (20:25, 16:25, 19:25)                 |
| 5. Juli | 17:30 | Schweiz – Italien     | 0:3  | 55:75 (17:25, 23:25, 15:25)                 |
| 6. Juli | 12:00 | Japan – Mexiko        | 3:0  | 75:56 (25:15, 25:21, 25:20)                 |
| 6. Juli | 20:00 | Argentinien – Schweiz | 3:1  | 97:83 (25:20, 22:25, 25:18, 25:20)          |
| 7. Juli | 20:00 | Italien – Argentinien | 3:2  | 108:100 (23:25, 20:25, 25:15, 25:23, 15:12) |
| 7. Juli | 20:00 | Schweiz – Japan       | 1:3  | 83:98 (25:23, 21:25, 16:25, 21:25)          |
| 8. Juli | 20:00 | Japan – Italien       | 0:3  | 60:75 (22:25, 19:25, 19:25)                 |
| 8. Juli | 20:00 | Mexiko – Schweiz      | 1:3  | 95:108 (20:25, 32:34, 26:24, 17:25)         |
| 9. Juli | 17:30 | Argentinien – Japan   | 0:3  | 61:75 (20:25, 23:25, 18:25)                 |
| 9. Juli | 20:00 | Italien – Mexiko      | 3:0  | 75:55 (25:20, 25:16, 25:19)                 |

### Finalspiele
Im Viertelfinale wurden die Spiele über Kreuz ausgetragen, wobei die Mannschaften der Gruppen A und C sowie die Mannschaften der Gruppen B und D gegeneinander antraten. Dabei spielte der jeweils Erste gegen den zweiten.

#### Turnierbaum
|  | Viertelfinale     | Viertelfinale |               |               | Halbfinale       | Halbfinale |  |  | Finale | Finale |
|  |                   |               |               |               |                  |            |  |  |        |        |
|  | 11. Juli 2019     |               |               |               |                  |            |  |  |        |        |
|  | Russland          | 3             |               |               |                  |            |  |  |        |        |
|  | Russland          | 3             | 12. Juli 2019 |               |                  |            |  |  |        |        |
|  | Japan             | 1             |               |               |                  |            |  |  |        |        |
|  | Japan             | 1             | Polen         | 3             |                  |            |  |  |        |        |
|  |                   |               | Polen         | 3             |                  |            |  |  |        |        |
|  |                   | Russland      | 2             |               |                  |            |  |  |        |        |
|  | Polen             | Russland      | 2             | 3             |                  |            |  |  |        |        |
|  | Polen             |               |               | 3             |                  |            |  |  |        |        |
|  | Chinesisch Taipeh | 0             |               | 13. Juli 2019 | 13. Juli 2019    |            |  |  |        |        |
|  |                   |               | Italien       | 3             |                  |            |  |  |        |        |
|  |                   |               |               | Polen         | 2                |            |  |  |        |        |
|  | Tschechien        | 1             |               |               |                  |            |  |  |        |        |
|  | Frankreich        | 3             |               |               |                  |            |  |  |        |        |
|  | Frankreich        | 3             | Frankreich    | 0             |                  |            |  |  |        |        |
|  |                   |               | Frankreich    | 0             | Spiel um Platz 3 |            |  |  |        |        |
|  |                   | Italien       | 3             |               |                  |            |  |  |        |        |
|  | Italien           | Italien       | 3             | 3             | Frankreich       | 0          |  |  |        |        |
|  | Italien           |               |               | 3             | Frankreich       | 0          |  |  |        |        |
|  | Portugal          | 0             |               | Russland      | 3                |            |  |  |        |        |
|  | Portugal          | 0             |               |               | 3                |            |  |  |        |        |
|  |                   |               |               |               |                  |            |  |  |        |        |

#### Viertelfinale
| Tag      | Zeit  | Begegnung                 | Ergebnis                           |
| -------- | ----- | ------------------------- | ---------------------------------- |
| 11. Juli | 12:00 | Russland – Japan          | 98:71 (25:21, 25:11, 23:25, 25:14) |
| 11. Juli | 14:30 | Polen – Chinesisch Taipeh | 75:44 (25:17, 25:18, 25:9)         |
| 11. Juli | 17:30 | Tschechien – Frankreich   | 84:99 (22:25, 17:25, 26:24, 19:25) |
| 11. Juli | 20:00 | Italien – Portugal        | 75:52 (25:16, 25:21, 25:15)        |

#### Halbfinale
| Tag      | Zeit  | Begegnung            | Ergebnis                                    |
| -------- | ----- | -------------------- | ------------------------------------------- |
| 12. Juli | 12:00 | Polen – Russland     | 104:101 (25:21, 25:15, 19:25, 18:25, 17:15) |
| 12. Juli | 14:30 | Frankreich – Italien | 55:75 (16:25, 21:25, 18:25)                 |

#### Bronzemedaille
| Tag      | Zeit  | Begegnung             | Ergebnis                    |
| -------- | ----- | --------------------- | --------------------------- |
| 13. Juli | 17:30 | Frankreich – Russland | 60:75 (18:25, 20:25, 22:25) |

#### Finale
| Tag      | Zeit  | Begegnung       | Ergebnis                                    |
| -------- | ----- | --------------- | ------------------------------------------- |
| 13. Juli | 20:30 | Italien – Polen | 103:103 (16:25, 25:20, 22:25, 25:23, 15:10) |

### Plätze 5 bis 8

#### Turnierbaum
|  | Kleines Halbfinale | Kleines Halbfinale |                   |   | Finalrunden 5. und 6. Platz | Finalrunden 5. und 6. Platz |
|  |                    |                    |                   |   |                             |                             |
|  | Chinesisch Taipeh  | 1                  |                   |   |                             |                             |
|  | Japan              | 3                  |                   |   |                             |                             |
|  | 12. Juli 2019      |                    |                   |   |                             |                             |
|  |                    |                    | 13. Juli 2019     |   |                             |                             |
|  | Tschechien         | 0                  |                   |   |                             |                             |
|  |                    | Japan              | 3                 |   |                             |                             |
|  |                    |                    |                   |   |                             |                             |
|  | 7. und 8. Platz    |                    |                   |   |                             |                             |
|  |                    |                    | Portugal          | 1 |                             |                             |
|  | Tschechien         | 3                  | Chinesisch Taipeh | 3 |                             |                             |
|  | Portugal           | 1                  |                   |   |                             |                             |

#### Kleines Halbfinale
| Tag      | Zeit  | Begegnung                 | Ergebnis                            |
| -------- | ----- | ------------------------- | ----------------------------------- |
| 12. Juli | 12:00 | Chinesisch Taipeh – Japan | 101:99 (31:33, 23:25, 25:16, 22:25) |
| 12. Juli | 14:30 | Tschechien – Portugal     | 96:89 (25:23, 25:23, 21:25, 25:18)  |

#### 7. und 8. Platz
| Tag      | Zeit  | Begegnung                    | Ergebnis                           |
| -------- | ----- | ---------------------------- | ---------------------------------- |
| 13. Juli | 12:00 | Portugal – Chinesisch Taipeh | 94:94 (25:14, 18:25, 28:30, 23:25) |

#### 5. und 6. Platz
| Tag      | Zeit  | Begegnung          | Ergebnis                    |
| -------- | ----- | ------------------ | --------------------------- |
| 13. Juli | 14:30 | Tschechien – Japan | 59:75 (19:25, 18:25, 22:25) |

### Platzierungsspiele
Im Viertelfinale um die Plätze 9 bis 16 wurden die Spiele über Kreuz ausgetragen, wobei die Mannschaften der Gruppen A und C sowie die Mannschaften der Gruppen B und D gegeneinander antraten. Dabei spielte der jeweils Dritte gegen den vierten.

#### Turnierbaum
|  | Viertelfinale | Viertelfinale |               |               | Halbfinale        | Halbfinale |  |  | 9. und 10. Platz | 9. und 10. Platz |
|  |               |               |               |               |                   |            |  |  |                  |                  |
|  | 11. Juli 2019 |               |               |               |                   |            |  |  |                  |                  |
|  | USA           | 0             |               |               |                   |            |  |  |                  |                  |
|  | USA           | 0             | 12. Juli 2019 |               |                   |            |  |  |                  |                  |
|  | Schweiz       | 3             |               |               |                   |            |  |  |                  |                  |
|  | Schweiz       | 3             | Brasilien     | 1             |                   |            |  |  |                  |                  |
|  |               |               | Brasilien     | 1             |                   |            |  |  |                  |                  |
|  |               | Schweiz       | 3             |               |                   |            |  |  |                  |                  |
|  | Brasilien     | Schweiz       | 3             | 3             |                   |            |  |  |                  |                  |
|  | Brasilien     |               |               | 3             |                   |            |  |  |                  |                  |
|  | Chile         | 1             |               | 13. Juli 2019 | 13. Juli 2019     |            |  |  |                  |                  |
|  |               |               | Südkorea      | 0             |                   |            |  |  |                  |                  |
|  |               |               |               | Schweiz       | 3                 |            |  |  |                  |                  |
|  | Ukraine       | 0             |               |               |                   |            |  |  |                  |                  |
|  | Kanada        | 3             |               |               |                   |            |  |  |                  |                  |
|  | Kanada        | 3             | Kanada        | 0             |                   |            |  |  |                  |                  |
|  |               |               | Kanada        | 0             | 11. und 12. Platz |            |  |  |                  |                  |
|  |               | Südkorea      | 3             |               |                   |            |  |  |                  |                  |
|  | Argentinien   | Südkorea      | 3             | 2             | Kanada            | 3          |  |  |                  |                  |
|  | Argentinien   |               |               | 2             | Kanada            | 3          |  |  |                  |                  |
|  | Südkorea      | 3             |               | Brasilien     | 0                 |            |  |  |                  |                  |
|  | Südkorea      | 3             |               |               | 0                 |            |  |  |                  |                  |
|  |               |               |               |               |                   |            |  |  |                  |                  |

#### Viertelfinale
| Tag      | Zeit  | Begegnung              | Ergebnis                                    |
| -------- | ----- | ---------------------- | ------------------------------------------- |
| 11. Juli | 11:00 | USA – Schweiz          | 59:75 (23:25, 21:25, 15:25)                 |
| 11. Juli | 14:30 | Brasilien – Chile      | 98:85 (23:25, 25:19, 25:22, 25:19)          |
| 11. Juli | 17:30 | Ukraine – Kanada       | 46:75 (17:25, 13:25, 16:25)                 |
| 11. Juli | 20:00 | Argentinien – Südkorea | 105:100 (24:26, 25:16, 25:18, 19:25, 12:15) |

#### Halbfinale
| Tag      | Zeit  | Begegnung           | Ergebnis                           |
| -------- | ----- | ------------------- | ---------------------------------- |
| 12. Juli | 12:00 | Brasilien – Schweiz | 85:97 (22:25, 17:25, 25:22, 21:25) |
| 12. Juli | 14:30 | Kanada – Südkorea   | 70:78 (21:25, 23:25, 26:28)        |

#### 11. und 12. Platz
| Tag      | Zeit  | Begegnung          | Ergebnis                                  |
| -------- | ----- | ------------------ | ----------------------------------------- |
| 13. Juli | 12:00 | Kanada – Brasilien | 107:96 (25:16, 23:25, 25:21, 19:25, 15:9) |

#### 9. und 10. Platz
| Tag      | Zeit  | Begegnung          | Ergebnis                    |
| -------- | ----- | ------------------ | --------------------------- |
| 13. Juli | 14:30 | Südkorea – Schweiz | 57:77 (15:25, 25:27, 17:25) |

### Plätze 13 bis 16

#### Turnierbaum
|  | Kleines Halbfinale | Kleines Halbfinale |               |   | 13. und 14. Platz | 13. und 14. Platz |
|  |                    |                    |               |   |                   |                   |
|  | Ukraine            | 3                  |               |   |                   |                   |
|  | Argentinien        | 2                  |               |   |                   |                   |
|  | 12. Juli 2019      |                    |               |   |                   |                   |
|  |                    |                    | 13. Juli 2019 |   |                   |                   |
|  | Ukraine            | 3                  |               |   |                   |                   |
|  |                    | Chile              | 0             |   |                   |                   |
|  |                    |                    |               |   |                   |                   |
|  | 15. und 16. Platz  |                    |               |   |                   |                   |
|  |                    |                    | Argentinien   | 3 |                   |                   |
|  | Chile              | 3                  | USA           | 0 |                   |                   |
|  | USA                | 1                  |               |   |                   |                   |

#### Kleines Halbfinale
| Tag      | Zeit  | Begegnung             | Ergebnis                                    |
| -------- | ----- | --------------------- | ------------------------------------------- |
| 12. Juli | 17:30 | Ukraine – Argentinien | 111:109 (19:25, 29:27, 23:25, 25:21, 15:11) |
| 12. Juli | 17:30 | Chile – USA           | 96:84 (21:25, 25:16, 25:22, 25:21)          |

#### 15. und 16. Platz
| Tag      | Zeit  | Begegnung         | Ergebnis                    |
| -------- | ----- | ----------------- | --------------------------- |
| 13. Juli | 12:00 | Argentinien – USA | 75:55 (25:20, 25:15, 25:20) |

#### 13. und 14. Platz
| Tag      | Zeit  | Begegnung       | Ergebnis                    |
| -------- | ----- | --------------- | --------------------------- |
| 13. Juli | 14:30 | Ukraine – Chile | 75:62 (25:20, 25:20, 25:22) |

### Plätze 17 bis 20
Die jeweils vier schlechtesten Teams der Vorrunde spielten die Plätze 17 bis 20 untereinander aus, dabei wurden die Spiele über Kreuz ausgetragen, wobei die Mannschaften der Gruppen A und C sowie die Mannschaften der Gruppen B und D gegeneinander antraten

#### Turnierbaum
|  | Kleines Halbfinale | Kleines Halbfinale |               |   | 17. und 18. Platz | 17. und 18. Platz |
|  |                    |                    |               |   |                   |                   |
|  | Hongkong           | 1                  |               |   |                   |                   |
|  | Mexiko             | 3                  |               |   |                   |                   |
|  | 12. Juli 2019      |                    |               |   |                   |                   |
|  |                    |                    | 13. Juli 2019 |   |                   |                   |
|  | Mexiko             | 3                  |               |   |                   |                   |
|  |                    | Iran               | 0             |   |                   |                   |
|  |                    |                    |               |   |                   |                   |
|  | 19. und 20. Platz  |                    |               |   |                   |                   |
|  |                    |                    | Hongkong      | 3 |                   |                   |
|  | China              | 0                  | China         | 0 |                   |                   |
|  | Iran               | 3                  |               |   |                   |                   |

#### Kleines Halbfinale
| Tag      | Zeit  | Begegnung         | Ergebnis                           |
| -------- | ----- | ----------------- | ---------------------------------- |
| 12. Juli | 17:30 | Hongkong – Mexiko | 73:97 (25:22, 14:25, 13:25, 21:25) |
| 12. Juli | 20:00 | China – Iran      | 57:75 (16:25, 22:25, 19:25)        |

#### 19. und 20. Platz
| Tag      | Zeit  | Begegnung        | Ergebnis                    |
| -------- | ----- | ---------------- | --------------------------- |
| 13. Juli | 14:30 | Hongkong – China | 75:55 (25:21, 25:23, 25:13) |

#### 17. und 18. Platz
| Tag      | Zeit  | Begegnung     | Ergebnis                    |
| -------- | ----- | ------------- | --------------------------- |
| 13. Juli | 17:30 | Mexiko – Iran | 75:61 (25:23, 25:20, 25:18) |

### Endstände
| Rang | Team              | Siege: Niederl. | Punktverhältnis |
| ---- | ----------------- | --------------- | --------------- |
| 1    | Italien           | 7:0             | 586:480         |
| 2    | Polen             | 6:1             | 582:474         |
| 3    | Russland          | 6:1             | 598:467         |
| 4    | Frankreich        | 4:3             | 574:568         |
| 5    | Japan             | 5:2             | 553:533         |
| 6    | Tschechien        | 5:2             | 616:563         |
| 7    | Chinesisch Taipeh | 4:3             | 601:799         |
| 8    | Portugal          | 3:4             | 573:571         |
| 9    | Schweiz           | 4:3             | 578:566         |
| 10   | Südkorea          | 3:4             | 555:604         |
| 11   | Kanada            | 3:4             | 573:583         |
| 12   | Brasilien         | 3:4             | 589:594         |
| 13   | Ukraine           | 3:4             | 599:613         |
| 14   | Chile             | 2:5             | 553:612         |
| 15   | Argentinien       | 3:4             | 622:587         |
| 16   | USA               | 2:5             | 527:615         |
| 17   | Mexiko            | 2:4             | 433:467         |
| 18   | Iran              | 1:5             | 440:499         |
| 19   | Hongkong          | 1:5             | 398:483         |
| 20   | China             | 0:6             | 398:436         |

| Platz | Land     | Spieler |
| ----- | -------- | --- |
| 1     | Italien  | Fabio Ricci, Giulio Pinali, Sebastiano Milan, Giacomo Raffaelli, Alberto Polo, Yuri Romano, Paolo Zonca, Marco Pierotti, Nicola Salsi, Alessandro Piccinelli, Gianluca Galassi, Francesco Zoppellari Coach: Gianluca Graziosi           |
| 2     | Polen    | Jan Nowakowski, Michal Kedzierski, Lukasz Kozub, Bartlomiej Lipinski, Bartlomiej Lemanski, Jedrzej Gruszczynski, Patryk Niemiec, Bartosz Filipiak, Kamil Semeniuk, Mateusz Maslowski, Pawel Halaba, Damian Domagala Coach: Pawel Woicki |
| 3     | Russland | Pavel Pankov, Kirill Klets, Andrey Surmachevskiy, Aleksei Kononov, Kirill Ursov, Roman Pakshin, Denis Bogdan, Dmitry Yakovlev, Roman Poroshin, Maksim Belogortsev, Aleksandr Melnikov, Semen Krivitchenko Coach: Aleksey Verbov         |

## Frauenturnier
Gespielt wurde in vier Gruppen mit jeweils vier Mannschaften über eine maximale Spielzeit von 5 Sätzen. Für einen Sieg mit 3:0 oder 3:1 gewonnenen Sätzen bekam die siegreiche Mannschaft 3 Punkte und die verlierende 0 Punkte. Bei einem Endergebnis von 3:2 Sätzen wurden der siegreichen Mannschaft 2 Punkte und der verlierenden Mannschaft 1 Punkt angerechnet.
Anders als in vielen anderen Mannschaftswettbewerben schied das schlechteste Team der Vorrunde nicht automatisch aus dem Wettbewerb aus, sondern alle Mannschaften spielten ihre spätere Platzierung aus. Die beiden Besten jeder Gruppe spielten um die Plätze 1–8, die dritt- und viertplatzierten um die Plätze 9–16.
Ein Spiel wird in Sätzen entschieden: Eine Mannschaft gewinnt, wenn sie drei Sätze für sich entscheiden kann. Jeder Satz wird bis 25 Punkte gespielt, wobei ein Vorsprung von zwei Punkten notwendig ist. Steht es nach vier Sätzen unentschieden, entscheidet ein fünfter Satz, der bis 15 Punkte gespielt wird.

### Vorrunde

#### Gruppe A
| Platz | Team     | Siege | Ndlg. | Punkte | 3:0 | 3:1 | 3:2 | 2:3 | 1:3 | 0:3 |
| ----- | -------- | ----- | ----- | ------ | --- | --- | --- | --- | --- | --- |
| 1.    | Russland | 3     | 0     | 9      | 2   | 1   |     |     |     |     |
| 2.    | Kanada   | 2     | 1     | 6      | 2   |     |     |     | 1   |     |
| 3.    | Thailand | 1     | 2     | 3      |     | 1   |     |     |     | 2   |
| 4.    | Mexiko   | 0     | 3     | 0      |     |     |     |     | 1   | 2   |

| Tag     | Zeit  | Begegnung           | Sets | Ergebnis                           |
| ------- | ----- | ------------------- | ---- | ---------------------------------- |
| 5. Juli | 12:00 | Kanada – Mexiko     | 3:0  | 75:56 (25:20, 25:14, 25:22)        |
| 5. Juli | 14:30 | Thailand – Russland | 0:3  | 48:75 (14:25, 15:25, 19:25)        |
| 6. Juli | 12:00 | Mexiko – Russland   | 0:3  | 44:75 (8:25, 20:25, 16:25)         |
| 6. Juli | 14:30 | Kanada – Thailand   | 3:0  | 78:64 (28:26, 25:22, 25:16)        |
| 7. Juli | 12:00 | Thailand – Mexiko   | 3:1  | 98:81 (25:17, 25:22, 23:25, 25:17) |
| 7. Juli | 14:30 | Russland – Kanada   | 3:1  | 94:78 (25:17, 19:25, 25:21, 25:15) |

#### Gruppe B
| Platz | Team                | Siege | Ndlg. | Punkte | 3:0 | 3:1 | 3:2 | 2:3 | 1:3 | 0:3 |
| ----- | ------------------- | ----- | ----- | ------ | --- | --- | --- | --- | --- | --- |
| 1.    | Brasilien           | 3     | 0     | 9      | 2   | 1   |     |     |     |     |
| 2.    | Deutschland         | 2     | 1     | 6      |     | 2   |     |     | 1   |     |
| 3.    | Volksrepublik China | 1     | 2     | 3      |     |     |     |     | 1   | 1   |
| 4.    | Ukraine             | 0     | 3     | 0      |     |     |     |     | 2   | 1   |

| Tag     | Zeit  | Begegnung               | Sets | Ergebnis                           |
| ------- | ----- | ----------------------- | ---- | ---------------------------------- |
| 5. Juli | 17:30 | Deutschland – Ukraine   | 3:1  | 97:93 (25:23, 25:22, 22:25, 25:23) |
| 5. Juli | 20:00 | Brasilien – China       | 3:0  | 78:63 (25:18, 25:19, 28:26)        |
| 6. Juli | 17:30 | China – Ukraine         | 3:1  | 97:67 (22:25, 25:17, 25:8, 25:17)  |
| 6. Juli | 20:00 | Brasilien – Deutschland | 3:1  | 98:90 (28:26, 25:20, 20:25, 25:19) |
| 7. Juli | 17:30 | Ukraine – Brasilien     | 0:3  | 55:75 (22:25, 21:25, 12:25)        |
| 7. Juli | 20:00 | Deutschland – China     | 3:1  | 93:85 (25:21, 25:22, 18:25, 25:17) |

#### Gruppe C
| Platz | Team              | Siege | Ndlg. | Punkte | 3:0 | 3:1 | 3:2 | 2:3 | 1:3 | 0:3 |
| ----- | ----------------- | ----- | ----- | ------ | --- | --- | --- | --- | --- | --- |
| 1.    | Ungarn            | 3     | 0     | 8      | 1   | 1   | 1   |     |     |     |
| 2.    | Tschechien        | 2     | 1     | 6      |     | 1   | 1   | 1   |     |     |
| 3.    | Chinesisch Taipeh | 1     | 2     | 4      |     | 1   |     | 1   | 1   |     |
| 4.    | Argentinien       | 0     | 3     | 0      |     |     |     |     | 2   | 1   |

| Tag     | Zeit  | Begegnung                       | Sets | Ergebnis                                   |
| ------- | ----- | ------------------------------- | ---- | ------------------------------------------ |
| 5. Juli | 12:00 | Chinesisch Taipeh – Argentinien | 3:1  | 94:75 (25:15, 25:20, 19:25, 25:15)         |
| 5. Juli | 14:30 | Tschechien – Ungarn             | 2:3  | 105:108 (25:14, 19:25, 28:30, 26:24, 7:15) |
| 6. Juli | 12:00 | Argentinien – Ungarn            | 0:3  | 61:75 (20:25, 22:25, 19:25)                |
| 6. Juli | 14:30 | Chinesisch Taipeh – Tschechien  | 2:3  | 96:103 (25:17, 25:21, 23:25, 14:25, 9:15)  |
| 7. Juli | 12:00 | Tschechien – Argentinien        | 3:1  | 97:81 (25:23, 22:25, 25:21, 25:12)         |
| 7. Juli | 14:30 | Ungarn – Chinesisch Taipeh      | 3:1  | 91:80 (25:15, 16:25, 25:19, 25:21)         |

#### Gruppe D
| Platz | Team               | Siege | Ndlg. | Punkte | 3:0 | 3:1 | 3:2 | 2:3 | 1:3 | 0:3 |
| ----- | ------------------ | ----- | ----- | ------ | --- | --- | --- | --- | --- | --- |
| 1.    | Japan              | 3     | 0     | 9      | 2   | 1   |     |     |     |     |
| 2.    | Italien            | 2     | 1     | 6      | 2   |     |     |     | 1   |     |
| 3.    | Vereinigte Staaten | 1     | 2     | 3      | 1   |     |     |     |     | 2   |
| 4.    | Schweiz            | 0     | 3     | 0      |     |     |     |     |     | 3   |

| Tag     | Zeit  | Begegnung         | Sets | Ergebnis                           |
| ------- | ----- | ----------------- | ---- | ---------------------------------- |
| 5. Juli | 14:30 | Schweiz – Japan   | 0:3  | 42:75 (15:25, 14:25, 13:25)        |
| 5. Juli | 20:00 | USA – Italien     | 0:3  | 64:75 (19:25, 22:25, 23:25)        |
| 6. Juli | 14:30 | USA – Schweiz     | 3:0  | 75:48 (25:17, 25:15, 25:16)        |
| 6. Juli | 20:00 | Italien – Japan   | 1:3  | 94:99 (21:25, 25:22, 24:26, 24:26) |
| 7. Juli | 14:30 | Japan – USA       | 3:0  | 75:56 (25:15, 25:18, 25:23)        |
| 7. Juli | 17:30 | Schweiz – Italien | 0:3  | 55:75 (22:25, 19:25, 14:25)        |

### Finalspiele
Im Viertelfinale wurden die Spiele über Kreuz ausgetragen, wobei die Mannschaften der Gruppen A und C sowie die Mannschaften der Gruppen B und D gegeneinander antraten. Dabei spielte der jeweils Erste gegen den zweiten.

#### Turnierbaum
|  | Viertelfinale | Viertelfinale |               |               | Halbfinale       | Halbfinale |  |  | Finale | Finale |
|  |               |               |               |               |                  |            |  |  |        |        |
|  | 9. Juli 2019  |               |               |               |                  |            |  |  |        |        |
|  | Russland      | 3             |               |               |                  |            |  |  |        |        |
|  | Russland      | 3             | 10. Juli 2019 |               |                  |            |  |  |        |        |
|  | Tschechien    | 0             |               |               |                  |            |  |  |        |        |
|  | Tschechien    | 0             | Russland      | 3             |                  |            |  |  |        |        |
|  |               |               | Russland      | 3             |                  |            |  |  |        |        |
|  |               | Japan         | 1             |               |                  |            |  |  |        |        |
|  | Japan         | Japan         | 1             | 3             |                  |            |  |  |        |        |
|  | Japan         |               |               | 3             |                  |            |  |  |        |        |
|  | Deutschland   | 0             |               | 12. Juli 2019 | 12. Juli 2019    |            |  |  |        |        |
|  |               |               | Russland      | 3             |                  |            |  |  |        |        |
|  |               |               |               | Italien       | 2                |            |  |  |        |        |
|  | Brasilien     | 0             |               |               |                  |            |  |  |        |        |
|  | Italien       | 3             |               |               |                  |            |  |  |        |        |
|  | Italien       | 3             | Ungarn        | 0             |                  |            |  |  |        |        |
|  |               |               | Ungarn        | 0             | Spiel um Platz 3 |            |  |  |        |        |
|  |               | Italien       | 3             |               |                  |            |  |  |        |        |
|  | Ungarn        | Italien       | 3             | 3             | Japan            | 3          |  |  |        |        |
|  | Ungarn        |               |               | 3             | Japan            | 3          |  |  |        |        |
|  | Kanada        | 0             |               | Ungarn        | 2                |            |  |  |        |        |
|  | Kanada        | 0             |               |               | 2                |            |  |  |        |        |
|  |               |               |               |               |                  |            |  |  |        |        |

#### Viertelfinale
| Tag     | Zeit  | Begegnung             | Ergebnis                     |
| ------- | ----- | --------------------- | ---------------------------- |
| 9. Juli | 12:00 | Russland – Tschechien | 75:58 (27:25, 25:17, 25:16)  |
| 9. Juli | 14:30 | Japan – Deutschland   | 75:59 (25:19, 25:22, 25:18)  |
| 9. Juli | 17:30 | Brasilien – Italien   | 59:75 (20:25, 20:25, 19:25)  |
| 9. Juli | 20:00 | Ungarn – Kanada       | 75:48 (25:17, 25:13, 25 :18) |

#### Halbfinale
| Tag      | Zeit  | Begegnung        | Ergebnis                           |
| -------- | ----- | ---------------- | ---------------------------------- |
| 10. Juli | 17:30 | Russland – Japan | 97:89 (21:25, 26:24, 25:19, 25:21) |
| 10. Juli | 20:00 | Ungarn – Italien | 47:75 (15:25, 16:25, 16:25)        |

#### Bronzemedaille
| Tag      | Zeit  | Begegnung      | Ergebnis                                   |
| -------- | ----- | -------------- | ------------------------------------------ |
| 12. Juli | 17:30 | Japan – Ungarn | 103:99 (25:19, 25:20, 20:25, 18:25, 15:10) |

#### Finale
| Tag      | Zeit  | Begegnung          | Ergebnis                           |
| -------- | ----- | ------------------ | ---------------------------------- |
| 12. Juli | 20:30 | Russland – Italien | 97:88 (25:21, 15:25, 26:24, 25:18) |

### Plätze 5 bis 8

#### Turnierbaum
|  | Kleines Halbfinale | Kleines Halbfinale |               |   | Finalrunden 5. und 6. Platz | Finalrunden 5. und 6. Platz |
|  |                    |                    |               |   |                             |                             |
|  | Tschechien         | 2                  |               |   |                             |                             |
|  | Deutschland        | 3                  |               |   |                             |                             |
|  | 10. Juli 2019      |                    |               |   |                             |                             |
|  |                    |                    | 11. Juli 2019 |   |                             |                             |
|  | Deutschland        | 3                  |               |   |                             |                             |
|  |                    | Brasilien          | 1             |   |                             |                             |
|  |                    |                    |               |   |                             |                             |
|  | 7. und 8. Platz    |                    |               |   |                             |                             |
|  |                    |                    | Tschechien    | 3 |                             |                             |
|  | Kanda              | 1                  | Kanada        | 0 |                             |                             |
|  | Brasilien          | 3                  |               |   |                             |                             |

#### Kleines Halbfinale
| Tag           | Zeit  | Begegnung                | Ergebnis                                    |
| ------------- | ----- | ------------------------ | ------------------------------------------- |
| 10. Juli 2019 | 12:00 | Tschechien – Deutschland | 100:114 (25:23, 25:20, 18:25, 13:25, 19:21) |
| 10. Juli 2019 | 14:30 | Kanada – Brasilien       | 84:94 (25:19, 17:25, 23:25, 19:25)          |

#### 7. und 8. Platz
| Tag      | Zeit  | Begegnung           | Ergebnis                    |
| -------- | ----- | ------------------- | --------------------------- |
| 11. Juli | 12:00 | Tschechien – Kanada | 75:48 (25:16, 25:16, 25:16) |

#### 5. und 6. Platz
| Tag      | Zeit  | Begegnung               | Ergebnis                          |
| -------- | ----- | ----------------------- | --------------------------------- |
| 11. Juli | 14:30 | Deutschland – Brasilien | 95:75 (25:20, 20:25, 25:21, 25:9) |

### Platzierungsspiele
Im Viertelfinale um die Plätze 9 bis 16 wurden die Spiele über Kreuz ausgetragen, wobei die Mannschaften der Gruppen A und C sowie die Mannschaften der Gruppen B und D gegeneinander antraten. Dabei spielte der jeweils Dritte gegen den vierten.

#### Turnierbaum
|  | Viertelfinale     | Viertelfinale |                   |                   | Halbfinale        | Halbfinale |  |  | 9. und 10. Platz | 9. und 10. Platz |
|  |                   |               |                   |                   |                   |            |  |  |                  |                  |
|  | 9. Juli 2019      |               |                   |                   |                   |            |  |  |                  |                  |
|  | Thailand          | 1             |                   |                   |                   |            |  |  |                  |                  |
|  | Thailand          | 1             | 10. Juli 2019     |                   |                   |            |  |  |                  |                  |
|  | Argentinien       | 3             |                   |                   |                   |            |  |  |                  |                  |
|  | Argentinien       | 3             | Argentinien       | 1                 |                   |            |  |  |                  |                  |
|  |                   |               | Argentinien       | 1                 |                   |            |  |  |                  |                  |
|  |                   | USA           | 3                 |                   |                   |            |  |  |                  |                  |
|  | USA               | USA           | 3                 | 3                 |                   |            |  |  |                  |                  |
|  | USA               |               |                   | 3                 |                   |            |  |  |                  |                  |
|  | Ukraine           | 1             |                   | 11. Juli 2019     | 11. Juli 2019     |            |  |  |                  |                  |
|  |                   |               | USA               | 3                 |                   |            |  |  |                  |                  |
|  |                   |               |                   | Schweiz           | 0                 |            |  |  |                  |                  |
|  | China             | 2             |                   |                   |                   |            |  |  |                  |                  |
|  | Schweiz           | 3             |                   |                   |                   |            |  |  |                  |                  |
|  | Schweiz           | 3             | Chinesisch Taipeh | 0                 |                   |            |  |  |                  |                  |
|  |                   |               | Chinesisch Taipeh | 0                 | 11. und 12. Platz |            |  |  |                  |                  |
|  |                   | Schweiz       | 3                 |                   |                   |            |  |  |                  |                  |
|  | Chinesisch Taipeh | Schweiz       | 3                 | 3                 | Argentinien       | 3          |  |  |                  |                  |
|  | Chinesisch Taipeh |               |                   | 3                 | Argentinien       | 3          |  |  |                  |                  |
|  | Mexiko            | 0             |                   | Chinesisch Taipeh | 0                 |            |  |  |                  |                  |
|  | Mexiko            | 0             |                   |                   | 0                 |            |  |  |                  |                  |
|  |                   |               |                   |                   |                   |            |  |  |                  |                  |

#### Viertelfinale
| Tag     | Zeit  | Begegnung                  | Ergebnis                                   |
| ------- | ----- | -------------------------- | ------------------------------------------ |
| 9. Juli | 12:00 | Thailand – Argentinien     | 82:97 (21:25, 25:22, 19:25)                |
| 9. Juli | 14:30 | USA – Ukraine              | 99:83 (24:26, 25:22, 25:17, 25:18)         |
| 9. Juli | 17:30 | China – Schweiz            | 101:103 (19:25, 25:19, 23:25, 25:19, 9:15) |
| 9. Juli | 20:00 | Chinesisch Taipeh – Mexiko | 75:54 (25:21, 25:19, 25:14)                |

#### Halbfinale
| Tag      | Zeit  | Begegnung                   | Ergebnis                            |
| -------- | ----- | --------------------------- | ----------------------------------- |
| 10. Juli | 17:30 | Argentinien – USA           | 88:101 (28:26, 18:25, 20:25, 22:25) |
| 10. Juli | 20:00 | Chinesisch Taipeh – Schweiz | 63:75 (23:25, 21:25, 19:25)         |

#### 11. und 12. Platz
| Tag      | Zeit  | Begegnung                       | Ergebnis                           |
| -------- | ----- | ------------------------------- | ---------------------------------- |
| 11. Juli | 17:30 | Argentinien – Chinesisch Taipeh | 94:81 (19:25, 25:15, 25:21, 25:20) |

#### 9. und 10. Platz
| Tag      | Zeit  | Begegnung     | Ergebnis                   |
| -------- | ----- | ------------- | -------------------------- |
| 11. Juli | 20:00 | USA – Schweiz | 75:50 (25:21, 25:20, 25:9) |

### Plätze 13 bis 16

#### Turnierbaum
|  | Kleines Halbfinale | Kleines Halbfinale |               |   | 13. und 14. Platz | 13. und 14. Platz |
|  |                    |                    |               |   |                   |                   |
|  | Thailand           | 2                  |               |   |                   |                   |
|  | Ukraine            | 3                  |               |   |                   |                   |
|  | 10. Juli 2019      |                    |               |   |                   |                   |
|  |                    |                    | 11. Juli 2019 |   |                   |                   |
|  | Ukraine            | 0                  |               |   |                   |                   |
|  |                    | China              | 3             |   |                   |                   |
|  |                    |                    |               |   |                   |                   |
|  | 15. und 16. Platz  |                    |               |   |                   |                   |
|  |                    |                    | Thailand      | 3 |                   |                   |
|  | Mexiko             | 1                  | Mexiko        | 0 |                   |                   |
|  | China              | 3                  |               |   |                   |                   |

#### Kleines Halbfinale
| Tag      | Zeit  | Begegnung          | Ergebnis                                   |
| -------- | ----- | ------------------ | ------------------------------------------ |
| 10. Juli | 12:00 | Thailand – Ukraine | 98:102 (21:25, 25:21, 14:25, 25:16, 13:15) |
| 10. Juli | 14:30 | Mexiko – China     | 75:99 (22:25, 14:25, 26:24, 13:25)         |

#### 15. und 16. Platz
| Tag      | Zeit  | Begegnung         | Ergebnis                    |
| -------- | ----- | ----------------- | --------------------------- |
| 11. Juli | 12:00 | Thailand – Mexiko | 75:62 (25:22, 25:18, 25:22) |

#### 13. und 14. Platz
| Tag      | Zeit  | Begegnung       | Ergebnis                    |
| -------- | ----- | --------------- | --------------------------- |
| 11. Juli | 14:30 | Ukraine – China | 62:75 (22:25, 22:25, 18:25) |

### Endstände
| Rang | Team              | Siege: Niederl. | Punktverhältnis |
| ---- | ----------------- | --------------- | --------------- |
| 1    | Russland          | 6:0             | 513:405         |
| 2    | Italien           | 4:2             | 462:421         |
| 3    | Japan             | 5:1             | 516:447         |
| 4    | Ungarn            | 4:2             | 495:472         |
| 5    | Deutschland       | 4:2             | 548:526         |
| 6    | Brasilien         | 4:2             | 479:462         |
| 7    | Tschechien        | 3:3             | 538:522         |
| 8    | Kanada            | 2:4             | 411:458         |
| 9    | USA               | 4:2             | 470:419         |
| 10   | Schweiz           | 2:4             | 373:464         |
| 11   | Argentinien       | 2:4             | 496:530         |
| 12   | Chinesisch Taipeh | 2:4             | 489:492         |
| 13   | China             | 3:3             | 520:478         |
| 14   | Ukraine           | 1:5             | 379:442         |
| 15   | Thailand          | 2:4             | 383:398         |
| 16   | Mexiko            | 0:6             | 318:422         |

| Platz | Land     | Spieler |
| ----- | -------- | --- |
| 1     | Russland | Kseniia Smirnova, Angelina Sperskaite, Anastasia Stalnaya, Kristina Kurnosova, Valeriya Zaytseva, Viktoriia Russu, Ekaterina Evdokimova, Elena Novik, Daria Ryseva, Anna Lazareva, Olga Zubareva, Maria Vorobyeva Assistant Coaches: Andrey Voronkov, Dmitrii Churikov, Fedor Kuzin |
| 2     | Italien  | Beatrice Molinaro, Carlotta Cambi, Francesca Bosio, Francesca Napodano, Beatrice Berti, Anna Nicoletti, Francesca Villani, Chiara De Bortoli, Guilia Angelina, Elena Perinelli, Alexandra Botezat, Sylvia Nwakalor Coach: Marco Paglialunga                                         |
| 3     | Japan    | Arisa Inoue, Ayaka Sugi, Yuka Sawada, Chinami Furuya, Riho Sadakane, Minami Takaso, Mayu Oikawa, Saki Tanaka, Tamaki Matsui, Mami Yokota, Mikoto Shima, Yuka Ikeya Coach: Ken Nemoto                                                                                                |